# 은행털이와 아빠와 나
은행털이와 아빠와 나(Les Fugitifs)는 프랑스에서 제작된 프랑시스 베베르 감독의 1986년 코미디 영화이다. 피에르 리샤르 등이 주연으로 출연하였다.

## 출연

### 주연
- 피에르 리샤르
- 제라르 드빠르디유

### 조연
- 장 카르메
- 모리스 베리어
- 아나이스 브렛

## 제작진
- 프로듀서: 장 조시 리처
- 미술: 제라르 다우덜
- 의상: 실비 고트레릿